# Aim (trigramme)
Cette page contient des caractères spéciaux ou non latins. S’ils s’affichent mal (▯, ?, etc.), consultez la page d’aide Unicode.
Pour les articles homonymes, voir AIM.
Aim (minuscule aim) est un trigramme de l'alphabet latin composé d'un A, d'un I et d'un M.

## Linguistique
- En français, le trigramme ‹ aim › représente le son [ɛ̃] devant m, b ou p et parfois en fin de mot. Devant n'importe quelle autre consonne, c'est le digramme « ain » qui représente cette voyelle.

## Représentation informatique
Il n'existe aucun encodage de ‹ aim › sous la forme d'un seul signe. Il est toujours réalisé en accolant un A, un I et un M.